# Birtsmorton
Birtsmorton – wieś w Anglii, w hrabstwie Worcestershire, w dystrykcie Malvern Hills. Leży 20 km na południe od miasta Worcester i 160 km na zachód od Londynu. Miejscowość liczy 250 mieszkańców.